# Sonora, Kentucky
Sonora är en ort i Hardin County i Kentucky. Vid 2010 års folkräkning hade Sonora 513 invånare.